# Il bello delle donne
Il bello delle donne è una serie televisiva italiana, andata in onda in prima visione su Canale 5 dal 7 marzo 2001 al 27 novembre 2003.

## La serie
Le prime due stagioni della serie hanno un impianto drammatico, mentre nella terza i registi e gli sceneggiatori la virarono sui toni della commedia.
Ogni stagione è composta da dodici episodi (che rappresentano ognuno un mese dell'anno) ed hanno una diversa protagonista; nella prima stagione l'arco temporale coperto è quello di un'annata lavorativa (da settembre ad agosto), mentre nelle successive due l'arco temporale coincide invece con l'anno solare (da gennaio a dicembre).
La sigla di chiusura della terza stagione è la canzone Noi, le donne noi di Ornella Vanoni in cui canta anche Nancy Brilli.
Nel 2017 è stato trasmesso lo spin-off della serie, intitolato Il bello delle donne... alcuni anni dopo.

## Trama
Il bello delle donne era stato inizialmente concepito dal marito di Anna come un negozio di barbiere per uomini, che si sarebbe chiamato Armandos e che avrebbe aperto in società con il cugino Cirino. Del salone, Anna è proprietaria e detiene il 60% delle quote, mentre il 40% appartenevano in origine a Cirino che le cede a Vicky. Vicky si occupa delle pubbliche relazioni e dell'arredamento, tuttavia lei stessa cederà la sua parte ad Agnese che subentra come P.R.; Francesca Cialdi è la commercialista, mentre Luca è il capo-parrucchiere. Per quanto riguarda il resto dello staff vi fanno parte anche Duska, che si occupa delle manicure e che cederà il posto ad Elfride quando deciderà di lasciare la città. Tina, Mavi e Celeste sono invece le shampiste del saloon (Tina lascerà la città alla fine della prima stagione). In seguito alla chiusura del salone concorrente (Andrè poi rinominato Annalisa, Maison de Beautè), gestito dall'ex compagno di Luca, Andrea Renzi, e poi da sua moglie Annalisa Bottelli, la cassiera Bice Monaglia verrà assunta da Il bello delle donne, con la stessa mansione. Nella terza stagione Anna, in partenza per gli Stati Uniti, cede la sua quota a Luca, che diventa dunque il nuovo proprietario del salone, assumendo Laura Del Bono come nuova capo-parrucchiera.

### Prima stagione
La vicenda inizia con il ritorno di Anna Borsi dalle vacanze estive, con i figli Sara e Michelino e con la successiva scoperta della morte del marito, Armando, in un incidente stradale. Anna si ritrova a far fronte ad un mare di debiti, ma consigliata dalla commercialista del marito, Francesca Cialdi, e aiutata dal parrucchiere Luca Manfridi e dalla decoratrice d'interni Vicky Melzi, decide di aprire un negozio di parrucchiere per signore: Il bello delle donne. Cirino Borsi, proprietario del locale, cerca in ogni modo di impedire l'apertura del salone ma Vicky, che è stata amante di Cirino, chiederà all'uomo dei soldi minacciandolo di raccontare tutto alla moglie Agnese.
Cirino pur di salvaguardare la propria faccia firmerà l'assegno e brucerà tutte le cambiali così che il salone possa finalmente aprire. Agnese però scoprirà ugualmente di essere stata tradita grazie a una lettera anonima scritta da Annalisa Renzi, spietata moglie di un altro parrucchiere della città. Agnese allora troverà conforto tra le braccia di Glauco, un professore di lettere conosciuto in una chat line. Ma tornata a casa, dopo una notte d'amore con l'uomo, capirà che il suo compito è stare vicino ai figli e perdonare il marito.
Il giorno dell'inaugurazione del salone però qualcosa va storto: Olga De Contris, sorella di Agnese, organizza un torneo di burraco invitando tutte le donne della città che così non possono partecipare all'inaugurazione. Olga ha fatto questo per vendicare la sorella del tradimento subito dal marito con Vicky, una delle proprietarie del negozio; ma le cose non vanno come sperato dalla De Contris. Una mattina infatti si presenta in negozio la contessa Miranda Spadoni, una delle donne più in vista della città, acerrima rivale della De Contris, che essendosi trovata bene promette che consiglierà il salone a tutte le sue amiche e così, nonostante l'ostracismo di Olga, il salone prende finalmente il lancio.
La contessa Miranda chiede a Vicky di organizzare un banchetto per Roberto Ventura, candidato sindaco della città in opposizione al marito di Olga De Contris. La sera del buffet Vicky finisce a letto con Roberto non sapendo che l'uomo è fidanzato proprio con Miranda che una volta scoperto l'accaduto chiude l'amicizia con Vicky e cambia parrucchiere tornando da Andrè, rivale de "Il Bello delle Donne" il cui proprietario è il marito di Annalisa Renzi. Andrè e Annalisa sono sposati da qualche anno, ma il loro non è il classico matrimonio d'amore: infatti Andrè è stato fidanzato per molti anni con il parrucchiere Luca Manfridi, che lavorava nel suo negozio ma che è stato licenziato da Annalisa per allontanarlo dal marito. Luca si innamora di Adriano il coinquilino di Francesca Cialdi, la commercialista del salone; confidandosi con l'amica Luca capisce però che anche lei si è infatuata dello studente.
Ma Adriano è attratto solo da Luca e quando una sera si dichiara Luca spaventato lo allontana chiedendogli di dimenticarlo e pensare solo a Francesca e al piccolo Nicolò, figlio della donna avuta da una relazione con un uomo, Fabrizio, morto per una grave malattia contratta a seguito dei suoi problemi di tossicodipendenza. Anche Francesca faceva uso di droghe ma quando scoprì di essere incinta prese la sofferta decisione di entrare in una comunità per guarire dalla sua dipendenza. Ora la donna considera questa parte della sua vita un capitolo chiuso e trova in Adriano un confidente, un uomo che dopo molte delusioni l'ascolta; ma ben presto Francesca scopre la verità e per questo sembra ricadere nel giro della droga.
Grazie però all'intervento di Luca, la donna capisce che la cosa più importante della sua vita è il figlio Nicolò, e la droga l'allontanerebbe da lui; Francesca e Luca si riavvicinano e insieme decidono di dividere l'appartamento della donna. Al negozio, però, le cose sembrano andare male: le clienti scarseggiano a causa della cattiva pubblicità di Miranda; quello che la contessa non sa è che tra Roberto Ventura e Vicky ormai è tutto finito anche se l'uomo continua a essere profondamente innamorato di lei. L'uomo però preoccupato per il futuro del salone "Il Bello delle Donne" parla con Miranda convincendola a non danneggiare ulteriormente Vicky nel lavoro.
Quest'ultima nel frattempo viene corteggiata da Bobo De Contris, ma la loro relazione viene ostacolata dalle manovre da Olga De Contris, matrigna del giovane e affascinante uomo, che offre dei soldi a Vicky per smettere di frequentare il rampollo, ma la ragazza li rifiuta sdegnata; la donna poi ne parla con Bobo il quale, venuto a conoscenza della situazione, chiede al padre Gabriele di convincere Olga a non intromettersi più nella sua vita privata; così Gabriele cerca di acquistare la fiducia del figlio e per realizzare il suo scopo decide di invitare ad una festa a villa De Contris la fidanzata del figlio. Alla stessa festa però è invitato anche Roberto Ventura, ex amante di Vicky, ma Gabriele anche questa volta addossa tutta la colpa su Olga.
Quella sera Bobo regala a Vicky un anello di diamanti proponendole di sposarlo. La ragazza accetta entusiasta e decide di cedere la sua quota societaria del salone "Il Bello delle Donne" ad Agnese in modo da invogliare le vecchie clienti a ritornarci. Ma la sua felicità dura poco: le viene diagnosticato un cancro al seno. Anche se l'intervento riesce perfettamente Bobo non riesce a reggere la situazione e la lascia. Vicky profondamente delusa dal comportamento del giovane ragazzo può però contare sull'appoggio e il sostegno delle sue amiche e su quello di Roberto che torna da lei dichiarandole tutto il suo amore. La serie si conclude con la vittoria di Roberto alle elezioni.

### Seconda stagione
Nella seconda stagione avvengono molti cambiamenti, Vicky parte per Roma con l'amato Roberto, e Anna, Luca e Francesca rimangono ad occuparsi del negozio che sta avendo sempre più successo. Anna scopre che Alfio la tradisce con Palma e decide di lasciarlo, soprattutto per stare vicino ai suoi figli che hanno ancora bisogno di lei, Luca invece avrà una complicatissima storia d'amore con Maurizio, figlio di una contessa che si chiama Esmeralda, la quale è molto possessiva verso il figlio e che nasconde un orribile segreto: Maurizio è frutto dell'incesto che per anni lei e suo padre hanno perpetrato.
Francesca litiga pesantemente con Marte e i due si lasciano, mentre la contessa Spadoni decide di partire per l'Africa insieme al marito, lasciando il ruolo di presidentessa delle dame della carità alla baronessa Tonia Turati. Purtroppo il marito di Miranda morirà in un incidente, ma le sue cornee salveranno la vita ad un bambino africano emigrato, il cui nome è Bodes, per cui diventerà una specie di nonna. In più, adotterà il padre di quest'ultimo proprio per stargli vicino; ma questo causerà una rottura con la figlia Ludovica. Annalisa, subissata dai debiti, riesce a sedurre il rampollo minore dei Di Balsano, diventando una donna dell'alta società, ma rimane sempre malvista da tutti. In più, Gabriele De Contris non farà altro che ricattarla.
Tra i nuovi personaggi abbiamo Rosy, la nuova proprietaria del bar Camilletti, che viene da un difficile passato: infatti sta nascondendo la figlia all'ex marito, e finirà per cedere la gestione del bar a Francesca. In scena entrano due sorelle, Elena e Irma, provenienti dalla famiglia Parodi un tempo benestante, che però ora è sul lastrico. Irma è promessa sposa di Cesare Turati, figlio della baronessa Turati, mentre Elena, figlia adottiva trascurata dalla madre, si vendicherà facendo saltare il matrimonio, finendo però in un mare di guai e diventando una donna malvista, che avrà molti problemi con i Turati.
Cesare arriverà a picchiarla, e l'avvocato Angelina Brusa, nota per essere una donna che difende i deboli, in un primo momento aiuterà Elena, ma poi volgerà dalla parte di Cesare dopo aver avuto una breve relazione con lui e aver scoperto di aspettare un figlio da lui. Arriva una nuova fioraia di nome Ingrid, che ha una figlia trans che si chiama Pola (in passato Fabio), che tornerà nel paese dopo la morte della madre e avrà una storia travagliata con il barista Felicetto. Elfride perde la figlia tragicamente e finisce per impazzire; Bobo disperato prima la fa ricoverare, ma dopo che subisce uno stupro rimane incinta ed il marito la porta ad abortire.
Per lo shock dovuto ad un ricordo doloroso del passato, Elfride scappa ma finisce in coma; nel frattempo Bobo si candiderà presidente della regione e Irma sarà la sua assistente. Tra i due nascerà l'amore. Inizia così la campagna elettorale tra i Di Balsano che mandano Edoardo e i De Contris che mandano Bobo; nel frattempo Elfride si sveglia, e scoprendo la relazione tra Bobo e Irma, scapperà dalla città. Agnese dopo aver avuto un altro figlio scopre che il marito Cirino la tradisce stavolta con una sua lontana parente, lascerà la città dopo aver rivisto Glauco. La serie si conclude con la vittoria di Bobo alle elezioni, con Luca che scopre di aver ereditato il negozio di Andre, ex marito di Annalisa e suo amante, e con il ritorno di Vicky.

### Terza stagione
Nella terza stagione arrivano nuovi personaggi e nuove storie: Anna dopo essersi sposata ed essere diventata nonna, lascia il paese; torna Vicky che ora è divorziata, alla ricerca di un nuovo amore. Francesca più in crisi che mai, avrà una brutta avventura che le costerà l'allontanamento del figlio. Luca dopo alcuni momenti di crisi scapperà a Londra, mentre le sorelle Parodi si troveranno divise più che mai. Elena Parodi ora vive in miseria e ad ogni posto di lavoro viene licenziata grazie allo zampino della Turati, che non le perdona l'affronto. Irma non riesce a sposare Bobo perché non è ancora divorziato da Elfride, e la madre Ines combinerà dei guai irreparabili.
Angelina avrà una brutta sorpresa da Cesare, che decide di sposare un'altra. Annalisa avrà, nella vicenda, un ruolo sempre più centrale: dopo una storia con un uomo vedovo, si candiderà alle elezioni contrastando il marito finché il loro rapporto naufraga. Carolina, una ragazza aspirante giornalista che vive con due zie, è perseguitata da Duccio, un tizio poco raccomandabile, che coinvolgerà anche Francesca nei suoi loschi affari; Laura del Bono, è la nuova parrucchiera de "Il bello delle donne", ma sua madre Noemi nasconde un inquietante segreto: infatti Laura è la figlia illegittima di Otto di Balsano, ed avrà una relazione clandestina con Dario, ma appena scopriranno di essere fratellastri, l'uomo si suiciderà.
Elfride ed Elena si alleano e decidono di trovare lavoro, ma il lavoro che trovano è quello di spogliarelliste, Elfride verrà ingaggiata per un film hard che però alla fine rifiuterà di girare, avrà una breve relazione con il regista, ma capirà di amare ancora Bobo. Elena diventa l'amante di Edoardo di Balsano, scatenando le ire di Annalisa. Elfride torna a casa, si ricongiunge con Bobo e i due vanno a vivere di nuovo insieme con il figlio Tommasino, che si scoprirà essere in realtà figlio di Bobo; Irma, in una crisi di follia, uccide Elfride, dopodiché Gabriele De Contris cerca di fermarla ma la Parodi muore in un incidente. Ines impazzirà e ferirà gravemente Gabriele De Contris e poi tenterà di uccidere Bobo che nel frattempo si è riconciliato con Vicky. Miranda Spadoni compare solo nell'ultimo episodio: si occuperà anche stavolta di un bambino. Il finale vede la vittoria dei Di Balsano alle elezioni e il ritorno di Anna in paese.

## Produzione

### Ambientazione

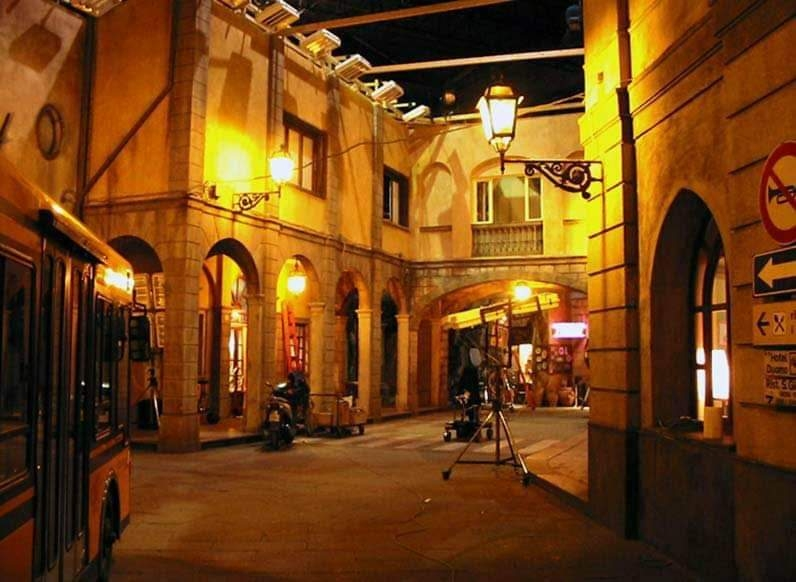
set il bello delle donne dove viene riprodotto l'esterno

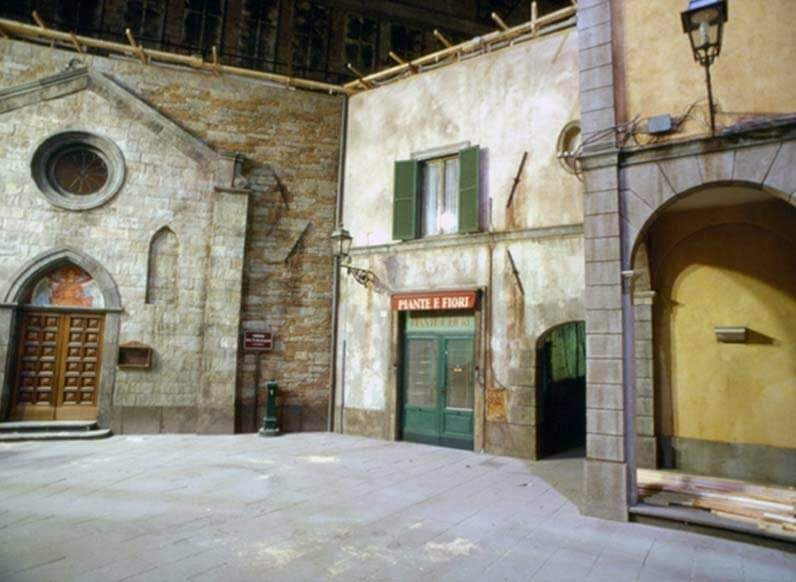
un'altra angolazione del set, dove si intravede la chiesa ed il negozio dei fiori di Palma della prima stagione

La serie è ambientata ad Orvieto, in Umbria, ma la città non viene mai esplicitamente nominata. In alcune occasioni le vicende si spostano a Roma, che viene citata molto spesso nel corso della serie. La creazione della cittadina è minuziosa, almeno per quanto riguarda il microcosmo che ruota attorno al salone di bellezza, in particolar modo la via dei mercanti (la strada in cui si svolge la serie) è in realtà un set costruito ad arte all'interno di uno dei teatri di posa, studio 9, degli studios di via tiburtina, a Roma. Vengono spesso mostrati una serie di locali, negozi o altri esercizi commerciali collegati ai personaggi, o anche utilizzati come punto d'interazione tra i diversi protagonisti. Di fronte a Il bello delle donne è situato il Bar Camilletti, gestito da Alfio Barba ed in seguito da Rosy Fumo, dove lavora anche il cameriere Felicetto mentre nella terza stagione il bar viene acquistato da Francesca Cialdi; accanto invece si trova il negozio di fiori di Palma, che nella seconda stagione viene venduto ad Ingrid Foglietti.
Proprio accanto al salone c'è il negozio gestito da Giovanni Cozza, che ripara bambole e che cederà i locali ad Il bello delle donne per consentire un ingrandimento del salone, in cui Anna aprirà una sezione maschile, Il bello degli uomini, assumendo come parrucchiere Marte, nuovo compagno di Francesca, tale sezione maschile però non avrà molto successo e chiuderà in poco tempo. Sempre nel centro cittadino, non lontano dal vicolo in cui si articola la piccola comunità sopra citata, è situato il ristorante più frequentato, I tre mori.

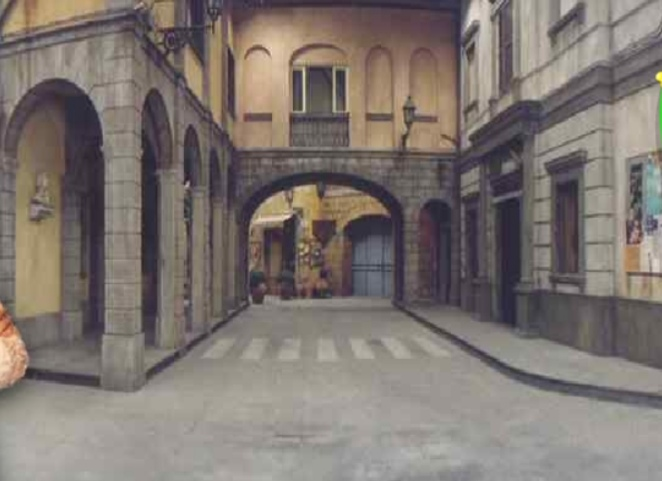
Il set della strada

Dall'altra parte della città, invece, è possibile trovare il salone di parrucchiere concorrente de Il bello delle donne ossia Andrè gestito da Andrea Renzi (detto Andrè) e da sua moglie Annalisa Bottelli (in cui lavora anche Bice Moneglia come cassiera e, in passato, Luca come parrucchiere, ex fidanzato di Andrè che ha lasciato dopo che questi ha sposato Annalisa per nascondere la sua omosessualità); dopo la morte di Andrè, tale salone, ereditato dalla Bottelli, viene ribattezzato Annalisa, Maison de Beautè, ma andrà incontro ad un veloce declino fino ad arrivare alla chiusura.

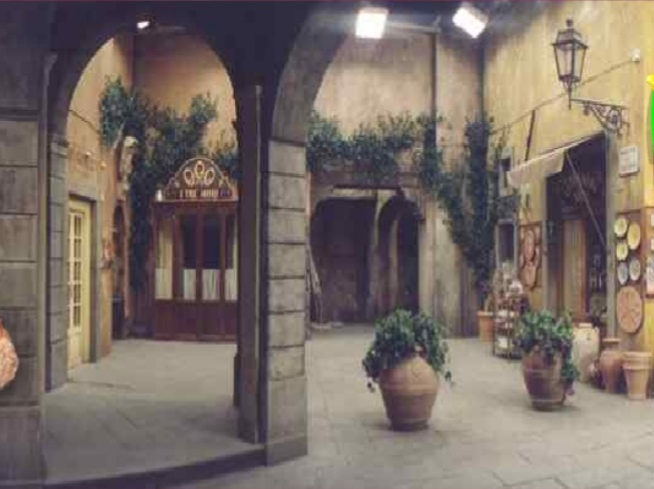
Il vicolo dei tre mori

Essendo una serie incentrata su di un lussuoso salone di parrucchiere per donne, molti personaggi della serie appartengono all'alta società cittadina. Gabriele De Contris è il sindaco della città, suo rivale nelle prossime elezioni è Roberto Ventura, pupillo dei conti Spadoni (nonché amante di Miranda) mentre la moglie di Gabriele, Olga Astuti, è la presidentessa delle Dame della Carità, un circolo benefico di cui fanno parte tutte le donne più in vista di Orvieto. Quando Olga lascia la città, il posto andrà a Miranda Spadoni, acerrima rivale della donna, che a sua volta lo cederà a Tonia Turati all'inizio della seconda stagione, mentre nella terza il ruolo di presidentessa del circolo andrà ad Annalisa Bottelli. Oltre alle Dame della carità altro posto frequentato dalla élite cittadina è il Circolo della caccia. A completare il microcosmo vi sono poi alcuni personaggi ricorrenti, assidue frequentatrici del salone, come Myrtis Giovannelli, giornalista locale specializzata in notizie di gossip, ed Assia Cascione, snob ed altezzosa proprietaria di una lussuosa gioielleria.

### Cast
Nel 2003 Veronica Pivetti ha rivelato che sia a lei che a Sabrina Ferilli ed Anna Valle fu offerto un ruolo ma lo rifiutarono in quanto si definirono più affezionate alla fiction della Rai Commesse (di cui Il bello delle donne rappresentava a tutti gli effetti la risposta Mediaset). Soltanto due delle interpreti della fiction Rai accettarono di prendere parte anche alla serie concorrente, ossia Nancy Brilli e Caterina Vertova.
Il ruolo di Francesca Cialdi doveva essere inizialmente interpretato da Eva Grimaldi poi sostituita da Antonella Ponziani.
Maria Michela Mari, che interpreta la fioraia Palma, è in realtà Sonia Grey, che in quel periodo aveva adottato questo pseudonimo. In più, il cognome del personaggio era Colombo nella prima stagione, ma viene sostituito in Verdesca nella seconda.

### Doppiaggio
Nella prima stagione Gabriel Garko è doppiato da Francesco Prando mentre nelle successive due recita invece con la propria voce; altri attori sono stati doppiati: Patricia Millardet è doppiata da Maria Pia Di Meo, Anita Ekberg è doppiata da Sonia Scotti, Michèle Mercier è doppiata da Mirella Pace, Damiano Andriano è doppiato nella prima stagione da Francesco Pezzulli mentre nelle successive due recita invece con la propria voce, Isabella Orsini (nella terza stagione), Valentine Demy e Sonia Grey (nella seconda stagione) sono doppiate da Francesca Guadagno, Simone Serra (nella prima stagione) e Filippo Valle sono doppiati da Vittorio Guerrieri, Armando Pucci è doppiato da Michele Kalamera, Urs Althaus è doppiato da Stefano De Sando, Enio Girolami è doppiato da Gianni Musy, Florence Guérin è doppiata da Cinzia Villari, Any Cerreto è doppiata da Franca Lumachi e Massimiliano Varrese è doppiato da Nanni Baldini.

## Personaggi e interpreti
- Anna Borsi Fresi (stagioni 1,2, 3 ricorrente): interpretata da Stefania Sandrelli, Anna è una donna che ha appena superato i cinquant'anni, sposata con Armando e madre di due figli, Sara e Michele (soprannominato da lei Michelino). Appena tornata dalle vacanze estive coi figli, riceve dalla polizia la notizia che il marito è morto in un incidente stradale. Armando però ha lasciato un sacco di debiti e un'amante incinta, con cui era in macchina al momento del tragico evento. Grazie all'aiuto della commercialista del marito, Francesca Cialdi, del parrucchiere gay Luca Manfridi e successivamente della decoratrice d'interni Vicky Melzi, riesce a contrastare il cugino del marito, Cirino Borsi, e ad aprire un negozio di parrucchiere per signore (che il marito avrebbe dovuto aprire in società assieme al cugino Cirino), chiamandolo "Il Bello Delle Donne". Verso la fine della prima serie accetta la corte di Alfio Barba, proprietario del bar Camilletti, situato davanti al "Bello delle Donne"; dopo aver risolto i debiti dell'uomo, i due progettano di sposarsi, ma Alfio la tradisce con la fioraia del paese, Palma Colombo. Viste l'incapacità di perdonare Alfio e lo scetticismo di Sara e Michele ad accettarlo come nuovo compagno della madre, Anna e Alfio si lasciano e l'uomo parte per l'estero. Successivamente, Anna attraversa una crisi di mezz'età, dovuta al lavoro e alle preoccupazioni che le danno i figli. Si consola con Carlo Maria, medico che aveva curato Sara in ospedale, e accetta di sposarlo. Sara rimane incinta e anche Michelino mette incinta la sua fidanzata; Anna vende "Il Bello delle Donne" a Luca, poi si sposa con Carlo Maria, ma quest'ultimo non è del tutto felice perché Anna continua a badare ai figli, anche se questi hanno ormai la loro vita. Alla fine decide di partire per l'estero con Carlo Maria; tornerà però alla fine dell'ultima puntata della terza stagione, non sapendo ancora se ristabilirsi definitivamente a Orvieto. Il suo cognome da nubile è sconosciuto.
- Vicky Melzi (stagioni 1 e 3, 2 ricorrente), interpretata da Nancy Brilli . Entra in scena come amante infelice di Cirino Borsi. Aiuta Anna e Francesca ad aprire "Il Bello delle Donne", si chiarisce con Agnese e fa amicizia con Miranda, che le propone di organizzare un brunch per Roberto Ventura, candidato a sindaco del paese. Vicky finisce a letto con Roberto e quando lo scopre, Miranda (che è l'amante di Roberto) la mette nei guai, non andando più al Bello delle Donne. Vicky successivamente accetta la corte di Bobo de Contris, nonostante il parere contrario di Olga e Gabriele. Intanto, la sua salute peggiora: Bobo viene a sapere dal medico di Vicky che la donna ha un tumore al seno. Sfogandosi col medico, Bobo dice di non essere pronto a stare accanto a Vicky in questo doloroso momento; Vicky sente tutto e fugge da tutto e da tutti per qualche giorno, finché non si fa viva con Miranda, che le rivela che Roberto ama lei (Vicky). La Melzi e Ventura tornano insieme e successivamente si sposano, con grande gioia e commozione delle sue amiche, inclusa Miranda. Nella seconda stagione, Vicky parte per Roma per sostenere il marito nella sua carriera politica. Torna nell'ultima puntata della stagione, facendo capire che si ritrasferirà a Orvieto. All'inizio della terza stagione è senza lavoro e vive ospite a casa di Luca. Ad un mancato appuntamento di lavoro conosce Luigi, di cui rimane affascinata anche se si comporta in modo strano; al matrimonio di Anna scopre che l'uomo è il prete che presenzierà alla cerimonia. Dopo alcuni dubbi sulla sua vocazione, Luigi decide di stare con Vicky ma quando la donna viene a sapere che al suo uomo è stato offerto di partecipare come prete a una missione umanitaria nel Terzo Mondo, Vicky finge di voler tornare con l'ex marito per permettere al suo vero amore di scegliere liberamente. Luigi sceglie la Chiesa e Vicky si ritrova ancora una volta da sola. Successivamente trova lavoro come designer nell'azienda di Achille Rapetti e il primo incontro con Bobo da quando si sono lasciati è carico di freddezza e tensione. Le cose migliorano leggermente, finché i due vengono fatti avvicinare da Achille Rapetti, datore di lavoro di Vicky, che vorrebbe che Bobo approvasse il progetto dei centri commerciali Comtess. Grazie a Vicky, il progetto non viene approvato e i due si godono il loro ritrovato amore. Dopo il tentato suicidio di Irma, Vicky capisce che il loro è un amore impossibile e accetta di incontrare l'ex marito, con cui ha un breve ritorno di fiamma. Un paio di mesi dopo, torna con Bobo e i due, insieme al piccolo Tommasino, subiscono le ire di Ines, desiderosa di vendetta per la morte di Irma. Dopo averla messa fuori gioco, i due partono per Milano.  Nell'episodio della prima stagione Giugno, viene reso noto il nome completo di Vicky, letto dal sacerdote che officia al suo matrimonio con Roberto Ventura. Tuttavia il nome viene letto due volte in modo diverso: prima è Violetta Vittoria Melzi e poi Vittoria Violetta Melzi. Considerando che il suo soprannome è Vicky e che è solita presentarsi solo come Vittoria Melzi, la versione più attendibile è: Vittoria Violetta.
- Miranda Spadoni (stagioni 1-3), interpretata da Virna Lisi. È una contessa dai modi colti e raffinati, sposata col conte Pietro Spadoni e madre di Ludovica. È amante di Roberto Ventura, candidato alle elezioni comunali. Quando scopre che Vicky è finita a letto con Roberto, abbandona il "Bello delle Donne". Quando capisce che Roberto ama Vicky si fa da parte, rimanendo amica dei due. Mentre sta tornando da Roma, la macchina di Miranda si ferma e viene soccorsa da Aldo, che è in realtà fidanzato- in crisi- con la di lei figlia Ludovica (Barbara Di Bartolo). Aldo ruba il cellulare di Miranda e la chiama per restituirglielo; qui inizia il suo gioco di seduzione, proponendo alla contessa di fare l'amore. Miranda si sottrae, ma poi Aldo riappare nella sua vita, riuscendo ad andare a letto con lei. In questa occasione scopre che Aldo è il fidanzato della figlia Ludovica e decide di rompere ogni rapporto. In seguito scopre che Aldo ha sedotto prima Ludovica, poi lei per avere un posto da direttore negli scavi archeologici di proprietà del marito, ma il danno è fatto perché anche Ludovica viene a sapere che Aldo è stato con sua madre. Successivamente, madre e figlia si riappacificano. Nella seconda stagione, Miranda e Pietro, riconciliati, progettano di partire per l'Africa come volontari ma Pietro viene investito da un'automobile e muore (nella seconda stagione, l'attore Pier Paolo Capponi non è più presente, quindi nell'unica scena che lo riguarda, è sostituito da uno stutman e a tal proposito ripreso per pochi secondi da lontano). Le cornee di Pietro vengono donate a un bambino senegalese, Bodes, a cui Miranda si affeziona a tal punto da farsi chiamare "nonna". Dopo varie peripezie prende la decisione di adottare il padre di Boris, Mekno, per garantire ai due un futuro migliore. Ludovica non digerisce la notizia e trascina la madre in tribunale; Miranda è costretta a lasciare la sua abitazione per andare a vivere con Mekno e Bodes. Mekno poco a poco si innamora di Miranda, la quale non ricambia ed è corteggiata da un suo vecchio fidanzato, Otto Di Balsano, che addirittura le propone di sposarlo. Bodes intanto è vittima di un episodio di razzismo e Miranda, grazie a un discorso toccante durante la messa, riesce a riconquistare la stima dei concittadini e della figlia. Miranda chiede a Otto di rintracciare la madre di Bodes. Dopo aver riconciliato la famiglia, Miranda parte volontaria per l'Africa. Tornerà nell'ultima puntata della terza stagione, ricoverata in ospedale per via dello shock dovuto a un incidente, avvenuto qualche tempo prima in una notte di pioggia e temporale, in cui perse la vita una bambina keniota mentre stava venendo portata in ospedale per un antidoto contro il veleno di serpente. Per superare il trauma, Miranda si occupa dei bambini ricoverati in ospedale, finché non arriva Mimmo, alias Carmelo, un bambino che fa parte di un programma di protezione e con il padre in galera. Miranda regala a Carmelo un computer e il bambino inizia a chattare finché non viene adescato e successivamente rapito dai nemici del padre, in combutta con l'avvocato di quest'ultimo. Fortunatamente, tutto si risolve per il meglio: la polizia arresta i malviventi e Miranda e Carmelo diventano amici. Come nel caso di Anna, anche il cognome da nubile di Miranda non è noto.
- Francesca Cialdi (stagioni 1-3): interpretata da Antonella Ponziani, Francesca è una ragazza madre, che svolge il lavoro di commercialista. Da bambina ha subito gli abusi del padre e ha pregato più volte la madre Albertina di lasciare il marito; Albertina l'accontentò ma la fece sempre sentire in colpa, così quando incontrò il suo futuro marito, Fabrizio, i due iniziarono a drogarsi. Dopo la nascita del loro bambino, Niccolò, lei andò in una clinica per disintossicarsi. Nella prima stagione cerca un coinquilino, incontra Adriano, i due convivono insieme e lei si innamora di lui. Adriano però, essendo bisessuale, si innamora anche di Luca. Quando Luca accompagna Adriano alla stazione, Francesca fraintende tutto e pensa che i due abbiano una relazione. Riallaccia i rapporti con un amico del marito, ma l'arrivo di Luca con Niccolò la fa tornare sulla strada giusta. Luca e Francesca riescono a tornare amici e i due vanno a vivere insieme. Francesca capisce di essere innamorata di Luca, ma sa che è un amore impossibile. Quando Luca decide di tornare con André, i due litigano e Luca va a vivere con André, per poi tornare da Francesca dopo la morte del compagno. Successivamente, Francesca incontra Marte, parrucchiere che dapprima lavora per Annalisa, poi si trasferisce a lavorare a Roma. Francesca, dopo la partenza di Rosy, decide di rilevare il bar Camilletti ma, dopo aver firmato delle cambiali a nome del fidanzato, Marte la lascia. Nella terza stagione, Francesca, preoccupata per Luca che ogni sera ha un amante diverso, accompagna l'amico in una discoteca e incontra Duccio: i due si baciano, ma lui successivamente si fidanza con l'erborista-giornalista Carolina, che poi ricatta. Dopo che Duccio e Carolina si sono lasciati, l'uomo si reca da Francesca, impietosendola con il suo passato da tossico e i due iniziano una relazione; una serie di comportamenti strani induce Francesca a contattare Carolina, che le rivela che Duccio è uno spacciatore che usa i negozi come luogo di spaccio. Francesca viene trascinata verso il basso e drogata da Duccio. Dopo che Francesca e Niccolò hanno rischiato la vita, Albertina chiede l'affidamento di Niccolò; Vicky le suggerisce di sposare Luca per riottenere l'affidamento del figlio. Dopo il matrimonio, Stefano, collega di lavoro di Vicky, si metterà in mezzo ai due, scatenando la gelosia di Francesca. I due però riescono a tornare amici.
- Luca Manfridi (stagioni 1-3): interpretato da Massimo Bellinzoni, Luca è un parrucchiere che vive col padre e coi due fratelli, a cui nasconde la sua omosessualità. Ha una relazione con Andrea (André) Renzi, per il quale lavora. André però lo lascia per sposare la spregiudicata Annalisa Bottelli, per far fronte ai pregiudizi della gente nei suoi confronti. È molto amico con Francesca e Vicky, successivamente stringe una forte amicizia con Anna, Agnese e Miranda. Trova un coinquilino a Francesca, che però si innamora di lui, confessa al padre la sua omosessualità, va a vivere con Francesca e continua il suo lavoro da parrucchiere al "Bello delle Donne". André decide di chiedere la separazione ad Annalisa per tornare con Luca e i due vanno a vivere insieme. Il loro ritrovato amore dura poco, perché André, con problemi cardiaci alle spalle, muore d'infarto. Luca è distrutto ma, grazie alla vicinanza delle sue amiche, torna a sorridere. Nella seconda stagione intraprende una relazione con Maurizio, un medico con una madre opprimente, Esmeralda. Luca passa le vacanze estive con Maurizio nella casa di campagna di sua madre, la quale cerca di separare i due, arrivando addirittura a manomettere i freni della macchina di Luca. Esmeralda però rimane vittima della sua follia, rimanendo invalida a vita; Maurizio confessa a Luca di essere il frutto dell'incesto tra sua madre e suo nonno, propone a Luca di continuare a vedersi di nascosto ma lui non ci sta più e i due si lasciano. Nella terza stagione, Francesca e Vicky sono preoccupate per Luca, che ogni sera ha un amante diverso e l'ultimo gli ha addirittura rubato un orologio. In un night club conosce Silvio, un ballerino che è stato licenziato dallo studio legale di Angelina; Silvio gli chiede dei soldi per aver passato la notte insieme. Quando Luca scopre che i soldi servivano per recuperare l'orologio che gli era stato rubato, decide di iniziare una relazione con Silvio. Quando però capisce la spregiudicatezza del ragazzo, compreso il fatto che era stato licenziato da Angelina perché sorpreso a rubare, Luca è costretto a lasciarlo e parte per Londra. Torna per salvare Francesca da Duccio, e, per aiutarla a non perdere l'affidamento di Niccolò, la sposa. Stefano, collega di lavoro di Vicky, si mette in mezzo ai due provocando una frattura nel loro matrimonio; Luca e Francesca comunque riescono a tornare amici.
- Annalisa Bottelli Renzi di Balsano (stagione 1-3), interpretata da Giuliana De Sio, Annalisa è la dark lady della serie ed è una donna con una vita difficile e trasgressiva alle spalle: figlia di Adelaide Bottelli, governante della famiglia Di Balsano, e di padre ignoto, a 16 anni finisce in riformatorio per aver picchiato la madre, a 17 anni viene denunciata dalla famiglia Di Balsano per furto (la denuncia viene ritirata grazie alla madre Adelaide) e a 20 anni scatta una denuncia per prostituzione. All'inizio della serie, Annalisa è sposata col parrucchiere Andrea (André) Renzi, il quale l'ha sposata solo per evitare che la gente capisse la sua omosessualità. Annalisa commette diverse cattiverie nel corso della prima stagione: fa sapere anonimamente ad Agnese (moglie di Cirino Borsi) che il marito la tradisce con Vicky Melzi; tradisce André con Bobo de Contris, facendo di lui praticamente il suo gigolò personale; alla morte di André brucia il suo testamento e fa finta di essere addolorata coi parenti di lui; va a trovare la madre e, quando riceve un rifiuto a vivere con lei, le dà uno schiaffo; propone allo spietato padre di Bobo, Gabriele de Contris, di diventare sua nuora ma poi finisce nel letto di Gabriele. Proprio a Gabriele, Annalisa manda accidentalmente come regalo di compleanno il testamento di André, in cui lascia gran parte dei suoi averi a Luca. Gabriele la ricatta e la costringe a vivere con lui. Annalisa rimane incinta di Gabriele, ma decide di abortire. In clinica incontra Edoardo Di Balsano, con cui è cresciuta insieme, e i due iniziano a frequentarsi e si innamorano. Annalisa fa credere a Edoardo di essere incinta di lui, si sposano, ma poi perde il bambino e confessa la verità al suocero Otto, che l'ha sorpresa con Gabriele; Edoardo comunque decide di perdonarla e il loro matrimonio prosegue finché Edoardo non perde le elezioni regionali (a favore di Bobo) anche per colpa dello scandalo del testamento. Il loro matrimonio entra in crisi. Annalisa, un po' per cercare di salvare il suo matrimonio, un po' per scaricarsi la coscienza, alla fine consegna il testamento di André a Luca. Successivamente, viene consigliata dal suocero Otto di dare un figlio a Edoardo così che la loro crisi si risolva. A causa di un ritardo, Annalisa è talmente convinta di essere incinta che coinvolge il suocero Otto nella sua felicità. Otto lo annuncia pubblicamente, nonostante Annalisa in realtà non sia incinta. Lilletta, cognata di Annalisa, le rivela che sia Edoardo, sia suo marito Dario (fratello di Edoardo) sono sterili e che Edoardo non sa di questa sua condizione. Sconvolta, Annalisa si mette alla guida e provoca un incidente, causato dall'ingresso di una sigaretta nell'abitacolo di una macchina in cui stanno viaggiando due coniugi, futuri proprietari di un ristorante del paese. La donna muore, mentre il marito, Mario, finisce in coma. Annalisa si sente in colpa e aiuta Mario a farsi conoscere in paese, gli regala una macchina quando l'amante della moglie gli sfascia la sua e successivamente fa l'amore con Mario. Edoardo scopre alcune cose sul conto della moglie; Annalisa confessa quindi la verità a Edoardo e a suo padre Otto, poi confessa a Mario di essere la responsabile della morte di sua moglie. Mario però confessa il suo amore ad Annalisa e lei diventa cameriera del ristorante. Non reggendo la situazione, Annalisa vede la soluzione ai suoi problemi quando il cognato Dario le propone di tornare al fianco di Edoardo per non dare un dispiacere a Otto; in cambio verrà eletta presidentessa del circolo delle dame per la carità. Edoardo però inizia una relazione extraconiugale con Elena tanto da ritirarsi per un paio di mesi con lei in un'isola tropicale; Otto propone ad Annalisa di candidarsi alle elezioni politiche al posto del marito e le chiede di trovare e distruggere il video hard in cui recita Elfride. Annalisa trova il video ma non lo distrugge; lo regala a Bobo per vendicarsi di Edoardo e Laura, scoperti mentre complottavano per buttarla fuori dalla famiglia. Annalisa, dopo un breve ritorno di fiamma con Bobo, si fa eleggere sua vice per poi prendere definitivamente il suo posto in politica dopo la morte di Elfride. Seduce il ministro Tardelli, diventa sua vice e si trasferisce a Roma.
- Agnese Astuti Borsi (stagioni 1-2): interpretata da Lunetta Savino, all'inizio della prima stagione Agnese è una donna all'antica, fa la casalinga e a volte trascura il marito Cirino e i due figli Alex e Sebastiano. Viene a sapere che il marito la tradisce con Vicky Melzi e decide di estraniarsi dalla cura della casa. La sorella Olga le sta vicino e consiglia ad Agnese di cambiare look. La "nuova" Agnese inizia a chattare con un professore di nome Glauco e finiscono a letto insieme, ma poi capisce che il suo posto è accanto alla sua famiglia. All'inizio della seconda stagione, Agnese scopre di essere incinta; dopo la nascita del terzo figlio il marito la tradisce e anche lei riprende i contatti con Glauco, ora diventato professore di greco del suo figlio maggiore. Una volta scoperto che il marito la tradisce con una sua lontana cugina, Agnese se ne va coi suoi figli e raggiunge la sorella Olga in una destinazione ignota.
- Olga Astuti De Contris (stagione 1), interpretata da Caterina Vertova, Olga è la presidentessa del circolo delle dame della carità ed è la seconda moglie di Gabriele De Contris, con cui però non è felice. Gabriele, per far sì che la gente lo rielegga sindaco, decide, all'insaputa di Olga, di prendere in affido temporaneo una ragazza diciottenne con un passato difficile, Cetty. La convivenza tra Olga e Cetty all'inizio non è delle più facili ma poi il loro rapporto si fa sempre più stretto fino ad evolvere in qualcosa di più. Olga e Cetty progettano di andarsene, ma Bobo insinua nel padre il dubbio che Olga possa rovinarlo in caso di separazione, perché per ragioni fiscali l'intero patrimonio dei De Contris è intestato a lei. Così Gabriele decide di riconquistare Olga, proponendole di fare un figlio insieme. Olga va in crisi e dice a Cetty che non possono andarsene perché vuole un figlio e Gabriele è disposto a ricominciare. Olga scopre che Gabriele le ha fatto firmare un documento in cui rinuncia a tutto, e, amareggiata, se ne va di casa e va a salutare per l'ultima volta Cetty, a cui confessa tutto. Le due decidono di farla pagare a Gabriele; Cetty ruba il documento dalla cassaforte e poi se ne va insieme ad Olga. Olga parte con tutto il patrimonio dei De Contris rovinando il marito (ex marito) e il figlio del marito.
- Roberto "Bobo" De Contris (stagioni 1-3), interpretato da Gabriel Garko e doppiato da Francesco Prando (solo nella prima stagione), è figlio di Gabriele De Contris e appartiene a una delle famiglie più benestanti della città. Si innamora, ricambiato, di Vicky Melzi ma quando scopre che la donna è malata di tumore al seno non riesce a reggere la situazione e la lascia. La situazione economica della famiglia De Contris cambia quando Olga, moglie di Gabriele e matrigna di Bobo, nel frattempo sparita dalla circolazione, risulta a tutti gli effetti l'intestataria dei beni del marito, ridotto sempre più sul lastrico. Bobo diventa l'amante e una sorta di gigolò personale di Annalisa, la quale sembra perdere la testa per lui. Nel frattempo conosce Elfride, ma Annalisa riesce a dividere i due proponendo a Gabriele di sposare Bobo in cambio di una vita agiata per entrambi. Quando scopre che Annalisa e Gabriele sono amanti, chiude i rapporti col padre e torna da Elfride, che ha scoperto di essere incinta di lui, e la sposa. La loro vita per qualche tempo trascorre serena, finché un brutto giorno la piccola Manuela si ammala di meningite e muore. Bobo, dopo il doloroso evento, si riappacifica col padre che lo convince, dopo una serie di eventi, a far ricoverare Elfride in una clinica psichiatrica, per poi farlo candidare alle elezioni regionali. Elfride, in clinica, viene accudita da Irma Parodi, che, dopo la delusione d'amore con Cesare Turati, ha deciso di farsi suora. Irma si innamora segretamente di Bobo e, smessi i panni della suora, diventa la segretaria personale di Bobo. Tra quest'ultimo e Irma, poco per volta, nasce un sentimento ma quando Elfride si sveglia dal coma, capisce di non voler perdere Bobo anche se è rimasta incinta in seguito a una violenza avvenuta nella clinica psichiatrica. Elfride però improvvisamente decide di partire e Bobo e Irma vanno a vivere insieme. Bobo però non si sente pronto ad avere un figlio da lei. Intanto, rivede Vicky e non rimane indifferente al suo fascino. Successivamente, tradisce Irma con Elfride, tornata in città col piccolo Tommasino. Torna con Vicky dopo che quest'ultima lo avverte di non firmare una delibera di un progetto a cui lavora la Melzi. Il loro amore dura poco, perché Irma tenta il suicidio e Bobo, per pietà, torna con la Parodi. Dopo aver scoperto che Ines e Irma stanno sabotando gli anticoncezionali di Irma, Bobo chiude definitivamente con la famiglia Parodi. Si butta a capofitto nella politica, appoggiato da Annalisa, per poi ritirarsi nella casa al lago in cui viveva da bambino, per dedicarsi al piccolo Tommasino, figlio suo e di Elfride. Qui rischia di essere ucciso da Irma, ma Elfride lo protegge e perde la vita. Dopo la morte di Elfride, Bobo decide di chiudere per sempre con la carriera politica per dedicarsi al figlio. Si riconcilia con Vicky e, impietosito da Ines, assume quest'ultima come baby sitter di Tommasino. I tre rischiano di fare una brutta fine per colpa di Ines, desiderosa di vendetta per la morte di Irma, ma tutto si risolve per il meglio e i tre partono per Milano.
- Elfride De Contris (stagioni 1-3), interpretata da Eva Grimaldi. Elfride, subentrata come manicure a Duska, nasconde un passato doloroso: a Verona era rimasta incinta del suo uomo e progettava di sposarsi. Durante un'ecografia, scoprì che il suo bambino aveva una malformazione e il suo uomo, non volendo un bambino imperfetto, la fece scegliere tra lui e il nascituro. Elfride decise quindi di interrompere la gravidanza, minando irreversibilmente la sua fertilità, ma non riuscì più ad andare d'accordo col suo uomo, così lo lasciò, arrivando a Orvieto. Per dimenticare il suo passato, Elfride passa molte sere nei night bar. È qui che incontra Bobo De Contris, in crisi perché Vicky si è sposata. I due si confidano e capiscono di avere diverse cose in comune. Bobo ed Elfride iniziano una relazione, ed Elfride rimane incinta; quando lo confessa a Bobo, lui la rifiuta, ingannato dalla sua amante Annalisa, che ha fatto credere a Bobo che Elfride aveva tentato di incastrare un notaio di Verona facendosi mettere incinta. Quando però Bobo scopre Annalisa e Gabriele a letto insieme, Bobo torna da Elfride e i due si sposano. Dopo la nascita della piccola Manuela, i due vivono un periodo sereno. Un brutto giorno, Manuela si ammala di meningite e muore. Per Bobo e soprattutto Elfride è una tragedia, perché Gabriele tenta di dividere i due per far sì che Bobo si candidi alle elezioni politiche regionali. Elfride intanto impazzisce dal dolore e viene ricoverata in una clinica psichiatrica, dove viene accudita dalla novizia Irma Parodi; nella clinica viene violentata da un infermiere. Bobo la riporta a casa e i due sembrano tornare a una vita pressoché normale, ma Elfride rimane incinta in seguito alla violenza. Bobo decide di farla abortire, ma Elfride, rivivendo il trauma dell'aborto precedente, scappa e tenta il suicidio. Rimane in coma diversi mesi, senza alcun rischio per la gravidanza. Quando si risveglia dal coma, capisce che Bobo e Irma hanno una relazione; dopo un breve ritorno di fiamma con Bobo, si nasconde a Roma, dove nel frattempo nasce il piccolo Tommasino, che viene riconosciuto come figlio di Bobo. Dopo aver telefonato al Bello delle Donne, Elfride viene rintracciata da Gabriele, che vuole che firmi la separazione da Bobo. Insieme ad Elena, si rifugia in una squallida pensione e viene convinta dalla Parodi a fare la ballerina in un night club. Dopo essere stata ingannata e sfruttata da Elena e dopo essere stata adocchiata dal produttore pornografico Ricky Simone, Elfride torna a Orvieto per riprendersi la sua vita; dopo aver fatto l'amore con Bobo però riceve da quest'ultimo la delusione più grande della sua vita ossia che De Contris è sempre stato innamorato di Vicky Melzi. Elfride decide di vendicarsi, evitando di firmare la separazione da Bobo e accettando la proposta di Ricky di girare un film a luci rosse. Quando però deve recitare con uno sconosciuto, Elfride non ci sta più e accetta la corte di Ricky. Il danno però è in agguato: Elena ha fatto sapere in paese che Elfride ha recitato in un film a luci rosse e viene contattata da una giornalista; Elfride e Ricky litigano finché lui distrugge la videocassetta in cui Elfride recitava e le chiede di sposarlo. Elfride accetta. Mesi dopo, Elfride contatta Bobo per dirgli che Tommasino è suo figlio; i due passano molto tempo insieme come una vera famiglia ma una sera Irma, desiderosa di vendetta nei confronti di Bobo, spara e uccide Elfride, che ha coperto Bobo col suo corpo.
- Duska Mitrawich (stagione 1), interpretata da Tereza Zaijcova, è una ragazza albanese, amante di Armando Borsi, defunto marito di Anna. Quest'ultima la rintraccia in un convento e scopre che la ragazza è incinta, ma pensa di abortire perché è promessa sposa di un fidanzato albanese. Quando Anna apre il Bello delle Donne, assume Duska come manicure e la porta a vivere a casa sua insieme ai figli. Dopo la nascita del piccolo Riccardo, Duska incontra il suo promesso sposo Mirko e ne è felice. Mentre sono insieme, Mirko inizia a rivelarsi violento e inaffidabile, finché non porta Duska insieme alle altre prostitute a cui probabilmente aveva promesso una vita felice. Dopo un periodo di sofferenza, la polizia riesce a liberare Duska e le altre prostitute e ad arrestare Mirko e i suoi complici. Dopo questa brutta avventura, Duska decide di tornare in Albania assieme al figlio.
- Sara Borsi (stagione 1-2; 3 ricorrente), interpretata da Azzurra Antonacci, è una ragazza di 18 anni, figlia del defunto Armando e di Anna. Fidanzata con Walter, lo lascia per mettersi con Giulio Trevi, un uomo col doppio dei suoi anni, sposato e padre di un figlio. Giulio in realtà è un dongiovanni a cui non gliene importa nulla di Sara e delle altre ragazze che corteggia. Dopo varie discussioni con la madre, Sara scappa di casa e Giulio la fa ospitare da un amico che tenta di abusare di lei. Giulio fa credere a Sara che la moglie sa di lei e che ha accettato la loro relazione; quando però Sara, non avendo un posto dove andare, si presenta a casa di Giulio, scopre che l'uomo le ha mentito e si riappacifica con Anna sulla tomba del padre. Successivamente torna con Walter, poi nel corso della seconda stagione cambia ragazzo continuamente, finché non incontra il cinese Chao-Ling, del quale rimane incinta. Dopo la nascita del piccolo Armandino, il suo matrimonio con Chao Ling entra in crisi e Sara ricomincia a uscire con Walter per vedere se prova ancora dei sentimenti per il marito. Dopo il tentato rapimento di Armandino, tutto si risolve per il meglio e si presume che i tre vivano felici.
- Palma Colombo (stagioni 1-2): interpretata da Maria Michela Mari e doppiata da Francesca Guadagno (solo nella seconda stagione), è la fioraia del posto. Il suo negozio di "Piante e fiori" si trova accanto al Bar Camilletti. La sexy e seducente Palma è perdutamente innamorata di Alfio, tanto da portarlo via ad Anna proprio la notte di Capodanno. Ma dopo il rifiuto di Alfio, Palma, triste per questa delusione d'amore e per aver tradito la fiducia dell'amica Anna, decide di vendere il suo negozio ad Ingrid Foglietti e andare a vivere in Australia da sua sorella.
- Tina (stagione 1), interpretata da Nicole Grimaudo, è la shampista del Bello delle Donne. Vive con sua nonna ed è fidanzata con Felicetto, barista del bar Camilletti. Le scarse ambizioni del ragazzo la portano a un periodo di riflessione durante il quale conosce Gianni, a cui fa credere di essere una studentessa di Giurisprudenza. Quando però scopre che Gianni le ha mentito dicendole di essere un architetto (in realtà è un figlio di un maggiordomo) decide di lasciarlo e torna con Felicetto. Durante la seconda stagione, si scopre che Tina e Felicetto si sono lasciati e che la ragazza si è trasferita con sua nonna in un'altra città.
- Angelina Brusa (stagioni 2-3), interpretata da Patricia Millardet e doppiata da Maria Pia Di Meo. Figlia di un colonnello e di una donna fragile divenuta alcolizzata e morta quando Angelina aveva solo 12 anni, svolge il lavoro di avvocatessa, ha 42 anni e una vita sentimentale turbolenta. Aiuta Miranda con l'adozione di Mekno, diventa frequentatrice del salone "Il Bello delle Donne" e saltuariamente si occupa della contabilità del bar di Francesca. Elena si rivolge a lei per incastrare il marito Cesare, reo di averla picchiata. Dopo esser stata lasciata dal fidanzato Augusto, Angelina si reca in un locale e qui "rimorchia" Cesare. Angelina rimane incinta e si reca in una clinica per abortire, ma un infarto del padre, desideroso di avere un nipotino, la blocca. Quando scopre che Elena sta cercando di far passare Cesare per un uomo violento, riesce a smascherare Elena e a salvare Cesare, convincendolo a farsi ricoverare in una clinica per alcolisti. Dopo la nascita di suo figlio e il ritorno a casa di Cesare, Angelina spera che l'uomo la chieda in sposa. Un'amara sorpresa l'attende: Cesare si è fidanzato con Saveria, un'infermiera della clinica. Per un periodo Angelina, aiutata dall'amica Nina, fa il doppio gioco diventando amica di Saveria per poi neutralizzarla, ma quando scopre che la ragazza non ha alcuno scheletro nell'armadio e che lei e Cesare sono innamorati, diventa amica e sostenitrice dei due e forse troverà un nuovo amore.
- Rosy Fumo (stagione 2), interpretata da Maria Grazia Cucinotta, arriva in città per rilevare il bar Camilletti. Fa credere a tutti di essere vedova e ha una figlia di 13 anni, Susanna. In realtà l'ex marito Tony si trova in galera, denunciato da Rosy, per aver compiuto una rapina e ucciso una persona. Non solo: Tony ha un giro di prostituzione e in passato anche Rosy era costretta a farne parte. Tony riappare nella vita di Rosy quando l'uomo si reca in collegio a prendere Susanna. La ragazza, che ignora di essere sua figlia, inizia a frequentare l'uomo rimanendo affascinata. Vani sono i tentativi di Rosy di tenere i due lontani, perché Susanna cerca spesso Tony. Quest'ultimo promette a Rosy di lasciarla in pace se l'aiuterà con un affare, ma il secondo fine dell'uomo è far passare Rosy per una prostituta dalla doppia vita e farla arrestare per poi ottenere l'affidamento della figlia e far entrare quest'ultima nel giro di prostituzione. Tony confessa a Susanna di essere suo padre, che decide di regolare i conti con Rosy portando con sé la loro figlia. Susanna sente discutere Tony e Rosy e quando vede il padre che minaccia la madre, lo uccide sparandogli un colpo di pistola, caduta mentre Tony e Rosy litigavano. Il decesso di Tony viene fatto passare come un regolamento di conti. Rosy e Susanna si trasferiscono a Lugano.
- Esmeralda De Santis (stagione 2), interpretata da Ida Di Benedetto: madre di Maurizio, fidanzato con Luca, è una donna possessiva, disposta a tutto pur di non allontanare il figlio da lei. Nasconde un terribile segreto: Maurizio è nato dall'unione incestuosa tra lei e suo padre, continuata fino alla morte di quest'ultimo. Cerca di allontanare Luca e Maurizio, manomettendo i freni della macchina di Luca, e ci riuscirà ma pagherà cara la sua intenzione, rimanendo invalida a vita.
- Elena Parodi (stagioni 2-3), interpretata da Loredana Cannata, è una ragazza di 26 anni, figlia adottiva di Gualtiero e Ines Parodi. Si occupa di volontariato al centro Eden, dove è ospite il piccolo Bodes, e nutre poche speranze per il futuro. Mentre la sorella minore Irma le vuole molto bene,i genitori hanno un atteggiamento freddo e ambivalente e mostrano una netta preferenza per Irma, per la quale hanno anche investito molto economicamente sia negli studi che per l'imminente matrimonio. Elena inoltre e è sbeffeggiata da Cesare Turati, futuro marito della sorella, per i suoi abiti semplici e il lavoro di terz'ordine. Durante una lite con i genitori, essi le rivelano con rabbia di averla adottata quando erano convinti di non poter aver figli, ma poi era nata Irma, e loro erano stati costretti a crescerla comunque anche se non avevano più bisogno di lei. Elena sconvolta da queste rivelazioni, entra in fortissima crisi e da ragazza buona e altruista, si trasforma in una ragazza perfida e calcolatrice: ricatta il suo dentista per la relazione extraconiugale che intrattiene con una sua collega di volontariato, ruba molti soldi dal luogo di lavoro e vende un vecchio orologio di valore del padre a sua insaputa. Coi soldi ricavati, riesce a comprarsi per la prima volta un bellissimo vestito e si reca al Bello delle Donne, dove Luca si occupa di lei e fa emergere tutto il fascino della ragazza. Recatasi alla festa di fidanzamento di Irma e Cesare, dopo aver nuovamente litigato coi genitori, seduce Cesare e lo fa ricadere nel tunnel dell'alcool, per poi scappare con lui e sposarsi a Las Vegas all'insaputa di tutti. Il contratto di matrimonio è valido e Tonia, madre di Cesare, si vede costretta ad accettare Elena, su cui pesa un'accusa di furto: dato che la famiglia Turati appoggia la candidatura di Bobo de Contris alle elezioni provinciali, Elena, se denunciata, potrebbe destare scandalo alla famiglia Turati e alla loro politica. Elena e Cesare sono costretti a rimanere sposati: nel periodo del loro matrimonio, Elena provoca Cesare e, origliando, scopre che i Turati possiedono il testamento di André. Nel frattempo contatta Angelina per divorziare da Cesare, colpevole di maltrattamenti. Angelina e Cesare però casualmente hanno un flirt e il piano di Elena non riesce. Viene contattata da Otto Di Balsano per recuperare le prove che incastrano Annalisa. Torna a vivere coi genitori; tenta di avvicinarsi al vecchio ma quest'ultimo si ritrae quando viene a sapere da Ines che Elena si è messa in mezzo alla relazione tra Irma e Cesare solo perché li odiava. Qualche tempo dopo viene buttata fuori casa dai genitori adottivi; Elena trova lavoro in città ma l'ex suocera la fa licenziare. Elena si rivolge alla direttrice del centro Eden, che la manda in un istituto di suore a Roma, dove ha un'unica possibilità di redenzione. Nello stesso istituto si nasconde Elfride. Elena trova lavoro come baby sitter e diventa amante del padre delle bambine -che poi ricatta chiedendogli dei soldi- però verrà licenziata dalla moglie dell'uomo e cacciata dall'istituto. Quando vede che Elfride è stata rintracciata dall'ex suocero, si rifugia con lei in una squallida pensione e la convince a fare la ballerina in un locale notturno. Elena pensa di sfruttare Elfride per fare soldi, ma Elfride scopre le sue intenzioni, così Elena, tornata in città, fa sapere a tutti del ruolo di Elfride in un video a luci rosse. Inizia a interessarsi a Edoardo e diventa la sua amante; è costretta a vivere in un appartamento in città, finché lei ed Edoardo si rifugiano per un paio di mesi su un'isola tropicale. Tornati in città, Elena confida a Edoardo di essere stata adottata e che vorrebbe adottare un bambino insieme a lui per dargli tutto l'affetto e l'amore che lei non ha ricevuto. Successivamente, Elena ed Edoardo partono per Roma.
- Irma Parodi (stagioni 2-3), interpretata da Ginevra Colonna, è la figlia naturale di Gualtiero e Ines Parodi, adorata soprattutto dalla madre. È molto buona e tranquilla ed è molto legata alla sorella maggiore e spesso addolcisce la severità dei genitori nei suoi confronti. Ha studiato in una scuola privata e frequentato la facoltà di filosofia, laureandosi col massimo dei voti. Entra in scena come fidanzata di Cesare Turati. I due progettano di sposarsi ma Elena manda a monte i loro piani, seducendo e facendo ubriacare Cesare, per poi sposarlo in fretta e furia a Las Vegas. Irma, dopo un duro confronto con i genitori che hanno sbagliato a trattare Elena diversamente da lei e profondamente amareggiata per la sorella che, per vendicarsi dei loro genitori, le ha rubato il marito,  decide di chiudersi in convento. Lì la madre superiora capisce che Irma non ha la vocazione e la manda a fare volontariato in un centro psichiatrico. Lì viene ricoverata Elfride, e conosce Bobo, del quale si innamora segretamente. Smessi i panni della suora, Irma diventa la segretaria personale di Bobo, futuro candidato alla presidenza della regione. Col passare del tempo, i due si innamorano e progettano di vivere insieme, ma il risveglio di Elfride dal coma e il loro breve ritrovato amore, blocca i piani. Quando Elfride lascia Bobo, lui e Irma vanno a vivere insieme. Irma propone a Bobo di avere un bambino, ma lui non reagisce bene. Successivamente Gabriele le chiede un favore: in cambio del foglio della separazione firmato da Elfride, Irma dovrà sostituire una delibera di un progetto che deve approvare Bobo. Quest'ultimo viene comunque a sapere dell'inganno e la lascia; Irma tenta il suicidio e Bobo, per pietà, torna con lei, anche se continua a pensare a Vicky e fa di tutto per trascurare Irma. Ines, preoccupata per la figlia, sprona Bobo a riprovarci seriamente con lei e, insieme, madre e figlia, sabotano i contraccettivi di Bobo affinché la ragazza resti incinta. Bobo, venutolo a sapere, la lascia definitivamente. Irma sviluppa un odio profondo nei confronti di Bobo, inizia a bere e ad assumere antidepressivi. Irma si reca alla casa sul lago dove Bobo ed Elfride si trovano assieme al loro bambino e, con un colpo di pistola rubata al padre, spara uccidendo Elfride, che col suo corpo ha difeso il figlio e l'ex marito. Gabriele tenta di fermarla, ma Irma, ormai in preda alla follia, fugge in macchina ed è vittima di un terribile incidente in cui perde la vita. Dopo la morte di Irma, la madre Ines impazzisce dal dolore: tenta di uccidere Gabriele in ospedale, e viene ricoverata in una clinica psichiatrica. Dopo essersi divertita a terrorizzare il figlio di Bobo nei modi più insoliti, tenta di uccidere Bobo e Vicky, aprendo il gas nella loro nuova casa.
- Fabietto (Pola) Foglietti (stagione 2), interpretata da Eva Robin's, vive a Bologna con un'amica trans e ha una relazione con il suo datore di lavoro, sposato. È la figlia transessuale della fioraia Ingrid, la quale, in punto di morte, nonostante il parere contrario dei figli, vuole incontrare per l'ultima volta il suo figlio minore Fabietto, che vive da anni a Bologna dove è diventato Pola. Ingrid nasconde la lettera ai figli e chiede a Felicetto di spedirla. Il barista e Francesca però si dimenticano; Ingrid muore e la lettera arriva a Pola, che, ignara degli ultimi avvenimenti, si precipita ad Orvieto. I fratelli però la informano della morte della madre e le intimano di non restare in città. Pola scopre che la madre le ha lasciato in eredità il suo negozio di fiori, così decide di trasformarlo in un negozio di biancheria intima, nonostante il parere contrario dei fratelli e dell'amante Tanino, che decide di lasciare. Pola fa credere a Felicetto, incontrato sulla tomba della madre, di essere la vedova di Fabietto. Il barista si innamora di Pola e i due arrivano a baciarsi, ma Pola gli confessa la verità: Felicetto è sconvolto ma sente di provare un sentimento per Pola. In paese si scopre la verità su Fabietto-Pola; Felicetto decide di sfidare i pregiudizi della gente e di provare a stare insieme a Pola. I due fanno progetti ma, quando Felicetto presenta Pola alla sua famiglia, quest'ultima, non venendo accettata, prende la decisione di andarsene e lascia il partner.
- Laura Del Bono (stagione 3), interpretata da Giusi Cataldo, è una parrucchiera con una situazione famigliare difficile: è stata lasciata (non ufficialmente) dal marito, ha 2 figli e una madre, Noemi, che si occupa dei bambini quando Laura è al lavoro. Viene assunta al Bello delle Donne in sostituzione di Luca quando riesce a risolvere egregiamente un danno provocato da una shampista. Il sogno di Laura però è di aprire un negozio tutto suo, quindi si rivolge all'avvocato Dario Di Balsano per i dettagli. Tra i due inizialmente non s'instaura un buon rapporto ma successivamente i due diventano amici e s'innamorano. Laura confessa a Noemi di essersi innamorata di Dario ma Noemi le confessa che Otto Di Balsano è suo padre, quindi Dario è suo fratello. Laura e tutta la sua famiglia decidono di tornare al loro vecchio paese, ma Dario riesce a rintracciarle. Noemi, ex baby sitter di Dario, racconta all'uomo che Laura è ancora innamorata di suo marito, ma lui non demorde, allora Laura gli confessa di essere sua sorella. Ferito e disperato, Dario affronta il padre e, davanti a tutta la sua famiglia, gli confessa che tutti gli sforzi che ha fatto in vita sua non sono mai stati apprezzati e che Laura è sua figlia, poi si uccide puntandosi una pistola alla tempia. Ai funerali di Dario, Otto riconosce l'ex amante Noemi e vede la figlia Laura, instaurando subito un bel rapporto, sia con lei che coi suoi figli.
- Fiorenza Valori (stagione 3), interpretata da Francesca Nunzi, è una giovane donna, ex vice-direttrice di una banca, che ha passato gli ultimi anni della sua vita in galera da innocente per colpa dell'ex amante. Per vendicarsi inizia una corrispondenza con Claudio Spataro, fratello del barista Felicetto, che le fa credere di essere un campione al poligono di tiro. Dopo aver rubato al fratello e alla futura cognata i soldi messi da parte per le loro nozze, Claudio ha un incidente; in ospedale chiede a Felicetto di andare a prendere Fiorenza all'uscita dal carcere e di portarla da lui. Quando Felicetto e Fiorenza si vedono per la prima volta, la donna crede di avere a che fare con Claudio. I due sono fortemente attratti l'uno dall'altra; Felicetto cerca in tutti i modi di dire la verità a Fiorenza, ma la donna la scopre comunque, presentandosi a casa di Claudio e della moglie con una scusa. Fiorenza decide di chiudere con Felicetto ma lui la cerca, mettendo a rischio le sue future nozze con Fanny, manicure del Bello delle Donne, da cui attende un figlio. Fiorenza gli confessa che vorrebbe gambizzare Marino Martelli, colpevole di averla illusa, di aver rubato i suoi risparmi e di averla mandata in galera dopo un'accusa di furto in banca. Felicetto però la convince a cambiare idea, utilizzando lo stesso metodo intrapreso per incastrare lei; Felicetto apre un conto in banca, Fiorenza trasferisce i suoi soldi e quelli di altre persone sul conto di Martelli e così l'uomo viene accusato e arrestato per furto. Fiorenza cerca di convincere Felicetto a sposare Fanny, ma lui è pieno di dubbi perché prova un sentimento per Fiorenza. La donna decide di andarsene ma prima, come regalo di nozze, fa avere a Felicetto un album pieno di banconote. Felicetto e Fanny si riconciliano.

## Episodi
Prima stagione
| Episodio     | Protagonista      |
| ------------ | ----------------- |
| 1. Settembre | Anna Borsi        |
| 2. Ottobre   | Agnese Borsi      |
| 3. Novembre  | Francesca Cialdi  |
| 4. Dicembre  | Vicky Melzi       |
| 5. Gennaio   | Olga De Contris   |
| 6. Febbraio  | Duska Mitrawich   |
| 7. Marzo     | Miranda Spadoni   |
| 8. Aprile    | Anna Borsi        |
| 9. Maggio    | Annalisa Bottelli |
| 10. Giugno   | Elfride           |
| 11. Luglio   | Tina              |
| 12. Agosto   | Anna Borsi        |

Seconda stagione
| Episodio     | Protagonista        |
| ------------ | ------------------- |
| 1. Gennaio   | Anna Borsi          |
| 2. Febbraio  | Miranda Spadoni     |
| 3. Marzo     | Annalisa Bottelli   |
| 4. Aprile    | Rosy Fumo           |
| 5. Maggio    | Elena Parodi        |
| 6. Giugno    | Elfride De Contris  |
| 7. Luglio    | Miranda Spadoni     |
| 8. Agosto    | Esmeralda De Santis |
| 9. Settembre | Agnese Borsi        |
| 10. Ottobre  | Angelina Brusa      |
| 11. Novembre | Pola Foglietti      |
| 12. Dicembre | Anna Borsi          |

Terza stagione
| Episodio     | Protagonista       |
| ------------ | ------------------ |
| 1. Gennaio   | Vicky Melzi        |
| 2. Febbraio  | Anna Borsi         |
| 3. Marzo     | Annalisa Bottelli  |
| 4. Aprile    | Luca Manfridi      |
| 5. Maggio    | Elfride De Contris |
| 6. Giugno    | Vicky Melzi        |
| 7. Luglio    | Laura Del Bono     |
| 8. Agosto    | Francesca Cialdi   |
| 9. Settembre | Bobo De Contris    |
| 10. Ottobre  | Angelina Brusa     |
| 11. Novembre | Fiorenza Valori    |
| 12. Dicembre | Miranda Spadoni    |

## Curiosità
- La fiction é nota per l'ultimo lavoro televisivo per Patricia Millardet.